# 卡雷姆斯克市镇
卡雷姆斯克市镇（俄语：Карымское муниципальное образование）是俄罗斯联邦伊尔库茨克州奎屯区所属的一个市镇。其下辖有2个居民点，行政中心为卡雷姆斯克。据2016年统计，该市镇的人口为1755人。